# Ignas Brasevičius
Ignas Brasevičius (* 21. September 1984 in Druskininkai, Litauische SSR, UdSSR) ist ein litauischer Leichtathlet, der sich auf den Langstreckenlauf spezialisiert hat und zu Beginn seiner Karriere im Gehen startete.

## Sportliche Laufbahn
Erste internationale Erfahrungen sammelte Ignas Brasevičius im Jahr 2001, als sie bei den Jugendweltmeisterschaften in Debrecen im 10.000-Meter-Gehen in 47:21,75 min auf Rang 21 gelangte. Nach mehrjähriger Wettkampfpause startete er seit 2014 im Langstreckenlauf und qualifizierte sich 2017 im Marathonlauf für die Weltmeisterschaften in London, bei denen er nach 2:22:20 h auf Rang 51 gelangte. Bei den Halbmarathon-Weltmeisterschaften 2018 in Valencia lief er nach 1:07:16 h auf Rang 112 ein und bei den Europameisterschaften in Berlin wurde er nach 2:20:20 h 40. 
2020 wurde Brasevičius litauischer Meister im 10.000-Meter-Lauf.

## Persönliche Bestzeiten
- 10.000 Meter: 29:53,81 min, 7. August 2020 in Palanga
- Halbmarathon: 1:04:33 h, 16. Februar 2020 in Barcelona
- Marathon: 2:15:53 h, 29. September 2019 in Berlin